# Junge Schicksale
Junge Schicksale (Originaltitel: ABC Afterschool Specials) ist eine Fernsehfilmreihe des US-amerikanischen Fernsehsenders ABC.

## Handlungen
In den einzelnen Filmen geht es immer wieder um Probleme von Jugendlichen, wie eine ungewollte Schwangerschaft, Drogenprobleme, Schwierigkeiten in der Schule etc. Daneben werden in vielen Filmen der Umweltschutz, das Leben in verschiedenen Ländern der Welt oder geschichtliche Ereignisse behandelt.

## Besetzung
Die Besetzung ist in jedem Film unterschiedlich. Lance Kerwin, Samaria Graham, Mara Hobel und Alexa Kenin waren in 5 Episoden der insgesamt 154 Folgen zu sehen und hatten damit die meisten Auftritte. Der überwiegende Teil der Darsteller ist jedoch nur in einer Episode vertreten.
In den ABC Afterschool Specials waren immer wieder bereits etablierte oder künftige Stars zu sehen. So traten in den After School Specials unter anderem die folgenden Stars auf: River Phoenix & Joaquin Phoenix (Backwards: The Riddle of Dyslexia), Cynthia Nixon (It’s No Crush, I’m in Love), Sean Astin (Please Don’t Hit Me, Mom), Val Kilmer & Michelle Pfeiffer (One Too Many), Matthew Modine, Meg Ryan & Helen Slater (Amy and the Angel), Jennifer Jason Leigh (Have You Ever Been Ashamed of Your Parents?), Helen Hunt (Desperate Lives), Seth Green (I Want to Go Home) und Ben Affleck (A Body to Die For).

## Hintergrund
Der erste Film wurde am 4. Oktober 1972 ausgestrahlt. Er basiert auf dem Roman Last of the Curlews von Fred Bodsworth und umfasst das Leben des letzten männlichen Eskimobrachvogel auf der Suche nach einer Partnerin. Die Zuschauer begleiten den Vogel auf seinem Weg von der Antarktis nach Argentinien. Der Film gewann 1973 den Primetime Emmy Award in der Kategorie Outstanding Achievement in Children's Programming - Informational/Factual. Auch der in Deutschland erfolgreiche Film Die Welle wurde einige Jahre nach seiner Erstausstrahlung im ABC Afterschool Special gezeigt. Der letzte Film Miracle at Trapper Creek wurde am 23. Januar 1997 ausgestrahlt. In Deutschland wurden 1997 vier der Filme bei RTL gezeigt.  Einige der Filme wurden 2004 in den USA auf DVD veröffentlicht.
Durch die ABC Afterschool Specials wurde in Nordamerika erstmals der Begriff After school special eingeführt. Dieser bezeichnet eine Fernsehfilmreihe, die sich mit umstritten oder gesellschaftlich relevanten Themen beschäftigt und deren Zielgruppe Kinder und Jugendliche sind. Die Filme werden zumeist am Nachmittag ausgestrahlt.

## Filme
Insgesamt wurden 156 Filme in 25 Staffeln ausgestrahlt. Fünf Folgen wurden deutsch synchronisiert. Vier der Folgen wurden 1997 in der Reihe Junge Schicksale ausgestrahlt. Daneben waren auch acht Folgen der Filmreihe CBS Schoolbreak Specials auf RTL zu sehen.

## Rezeption
Die Filmreihe gewann 89 Awards und 159 Nominierungen, davon 51 Daytime Emmy Awards.